# Männen vid fronten
Männen vid fronten (originaltitel: Journey's End) är en pjäs från 1928 av den engelska författaren Robert Cedric Sheriff. Pjäsen hade världspremiär den 9 december 1928 vid Apollo Theatre i London. Pjäsen har tre akter. 

## Roller
- Kapten Hardy
- Kapten Stanhope
- Löjtnant Osborne
- Underlöjtnant Trotter
- Underlöjtnant Hibbert
- Underlöjtnant Raleigh
- Översten
- Fanjunkaren
- Mason, officerskock
- En tysk soldat
- En korpral

## Handling
Handlingen utspelar sig i ett skyddsrum vid de engelska skyttegravarna nära Saint-Quentin i Frankrike under första världskriget. 
Kapten Stanhope har legat tre år ute i skyttegravarna. Hans nerver är slut, spriten är det enda som åtminstone tillfälligt får honom att glömma och orka vidare. Den unge officeren Raleigh blir beordrad till Stanhopes kompani. Raleigh känner Stanhope från skolåren och beundrar honom. Hans syster är dessutom Stanhopes trolovade. 
Stanhope blir förtvivlad över att Raleigh skall se medaljens frånsida och mista sin tro på honom. Han reagerar skuldmedvetet hätskt mot Raleigh. Snart får Raleigh sitt elddop, han tar en tysk soldat till fånga och blir utlovad krigskorset. Men redan nästa dag stupar han. Han dör i förvissning om att Stanhope ännu är hans ungdoms hjälte, inte ett krigsskadat nervvrak som snart kommer att gå under med resten av sitt omringade kompani.

## Uppsättningar i urval
- 1928  - Apollo Theatre med Laurence Olivier i rollen som Kapten Stanhope.
- 1929  - Oscarsteatern där Gösta Ekman alternerande med Edvin Adolphson i rollen som Kapten Stanhope.

## Filmatiseringar i urval
- 1930 - Männen vid fronten
- 1931 - Die andere Seite
- 1976 - Helvetet i skyn